# Дур-Дур (село)
Дур-Дур (осет. Дур-Дур, Туйгъантигъӕу) — село в Дигорском районе республики Северная Осетия — Алания. Административный центр Дур-Дурского сельского поселения.

## География
Село расположено в междуречье рек Большой Дур-Дур и его левого притока Хусфарак, в 11 км к юго-западу от районного центра Дигора и в 60 км к западу от Владикавказа. 
Ближайшие сёла — Сурх-Дигора на северо-западе, Дигора на северо-востоке, Карман-Синдзикау на востоке и Кора-Урсдон на юго-востоке. 

## История
В 1753 году по договорённости с влиятельными кабардинскими феодалами Гиляхстановыми, с верховий Дигорского ущелья в предгорья, со своими поданными переселились осетинские феодалы Тугановы, обосновавшими на месте современного села — поселение Туганово.  
В 1850 году был создан Комитет по разбору личных и поземельных прав жителей Владикавказского округа под председательством начальника округа генерала Вревского, который признал нужным отделить христиан от магометан., но вопрос этот был решен лишь в 1856 году при новом наместнике на Кавказе — князе Воронцове.
В результате выселения дигорцев с гор на равнину, по религиозному принципу были сформированы мусульманские селения — Дур-Дур , Вольно-Магаметановское, Хазнидон, Кора, Урсдон, Синдзикау, Карман, Лескен, Новоурух, Дзагепбарз (Текатикау).
В Дур-Дуре была построена и функционировала мечеть, последним муллой в которой был Дзоблаев. Уничтожена советской властью в 1938 году. Сегодня большинство жителей селения придерживаются народных верований. 

## Население
| 2002  | 2010  | 2011  | 2012  | 2013  | 2014  | 2015  |
| ----- | ----- | ----- | ----- | ----- | ----- | ----- |
| 2446  | ↘2239 | ↘2238 | ↘2196 | ↘2170 | ↘2140 | ↘2133 |
| 2016  | 2017  | 2018  | 2019  | 2020  | 2021  | 2023  |
| ↘2113 | ↘2090 | ↘2074 | ↗2086 | ↗2100 | ↗2223 | ↗2236 |
| 2024  | 2025  |       |       |       |       |       |
| ↗2255 | ↘2239 |       |       |       |       |       |

Национальный состав
По данным Всероссийской переписи населения 2010 года:
| № | Национальность | Численность, чел. | Доля   |
| - | -------------- | ----------------- | ------ |
| 1 | осетины        | 2 172             | 97,0 % |
| 2 | русские        | 36                | 1,6 %  |
| 3 | другие         | 31                | 1,4 %  |

## Достопримечательности
В 2000-х годах в селе был открыт Дом-музей М. Туганова, получивший в 2009 году статус филиала Художественного музея им. М. Туганова, долгое время остававшийся закрытым из-за отсутствия средств на ремонт и вновь открывшийся после затяжного ремонта в 2016 году. Интерьеры дома, где в 1881 году родился Махарбек Туганов, восстановлены из предметов, находящихся в музейных фондах

## Улицы
| - Байсангурова - Магометова - Степная - 1–й проезд - Энгельса - Ленина | - Сталина - М. Горького - Кирова - Дзотова - Маяковского - Чкалова |

## Известные уроженцы
- Дзидзоев, Валерий Дударович (1950) — ученый-кавказовед, доктор исторических наук, профессор
- Дзотов Лазарь Александрович (1920–1942) — лейтенант, командир взвода 454-го стрелкового полка 100-й стрелковой дивизии.
- Золоев Казбек Дзастемурович (1963) — заслуженный мастер спорта России по армрестлингу
- Икаев Эльбрус Хасанович (1950–2020) — советский борец вольного стиля.
- Койбаев Борис Георгиевич (1958) — ученый-политолог, историк, доктор политических наук, кандидат исторических наук, профессор.
- Магометов Ахурбек Алиханович (1936) — советский и российский историк, писатель, педагог.
- Туганов, Батырбек Асланбекович (1866–1921) — осетинский писатель, драматург
- Туганов Махарбек Сафарович (1881–1952) — живописец, народный художник Северной Осетии
- Цалиев Александр Михайлович (1951) — юрист, председатель Конституционного суда Республики Северная Осетия-Алания